# Lac des Condors
Le lac des Condors (Laguna de los Cóndores ou Laguna de las Momias en espagnol) est situé dans le district de Leimebamba, province de Chachapoyas, région d'Amazonas dans le nord du Pérou, à 93 km au sud de la ville de Chachapoyas. Le lac est également reconnu zone importante pour la conservation des oiseaux.

## Présentation
C'est un site de la culture Chachapoyas.  

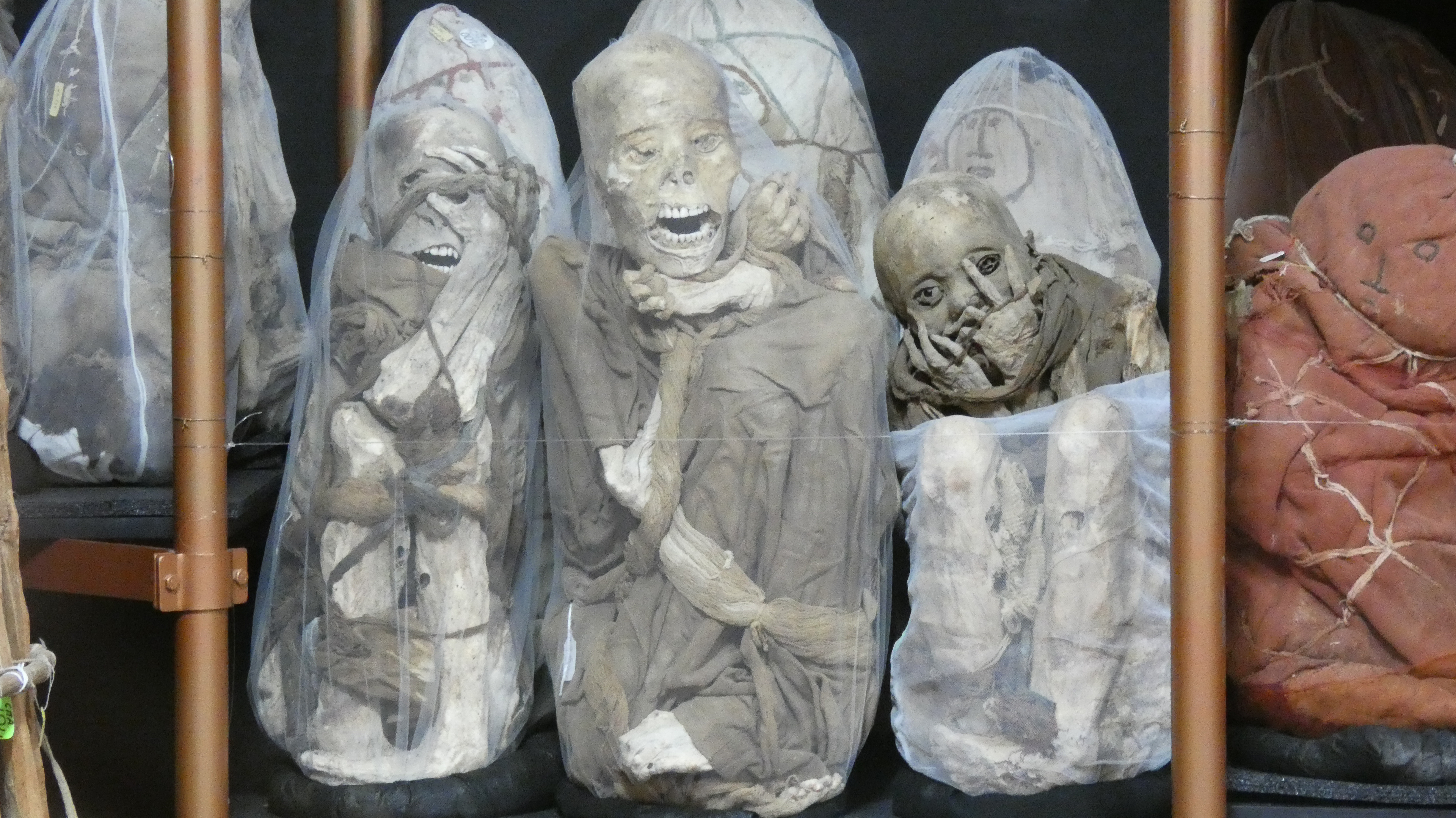
Artéfacts et momies du musée de Leimebamba.

 Une équipe d'archéologues arriva le 15 août 1997 sur ce site de la région d'Amazonas et trouva six mausolées contenant près de cent momies. Furent aussi trouvés des pièces de tissus, des colliers de coquillages, des céramiques et beaucoup de quipus, utilisés par les Incas.
Les mausolées sont faits de pierre et de terre, décorés de bandes de couleurs rouge et jaune sur fond blanc. À ce jour, 280 momies ont été découvertes, accompagnées de 3 000 objets de la période inca ou pré-incaïque. Ces mausolées sont perchés aux flancs d'une falaise verticale, au-dessus d'un lac noir d'une extrême beauté.
On accède au site à partir de Leimebamba. Les 45 km de trajet sont parcourus à pied et à dos de mulet.   